# Paul Howell
Paul Howell (n. 17 ianuarie 1951, King's Lynn, Anglia, Regatul Unit – d. 20 septembrie 2008), a fost un om politic britanic, membru al Parlamentului European în perioadele 1979-1984, 1984-1989 si 1989-1994 din partea Regatului Unit. 